# Euheresiarches amoenus
Euheresiarches amoenus är en stekelart som beskrevs av Heinrich 1970. Euheresiarches amoenus ingår i släktet Euheresiarches, och familjen brokparasitsteklar. Inga underarter finns listade.